# Галерея Шака
Галерея Шака (нім. Schackgalerie) — художній музей в Мюнхені, входить до складу Баварських державних зібрань картин. Основу музею складає колекція живопису графа Адольфа Фрідріха фон Шака.
Фон Шак був відомим меценатом, що підтримував мюнхенських художників. Будинок, в якому розмістилася галерея, було побудовано Максом Літманом в 1907 р. для представництва Пруссії.
До колекції входять переважно твори романтиків, зокрема: Арнольда Бекліна, Моріца фон Швінда, Франца фон Ленбаха, Карла Шпіцвега, Карла Ротмана, Ансельма Фейєрбаха і інших німецьких художників.
Колекція збереглася в повному об'ємі до наших днів і свідчить про художні переваги приватних колекціонерів XIX ст.

## Ресурси Інтернету
- Вікісховище має мультимедійні дані за темою: Галерея Шака

## Галерея

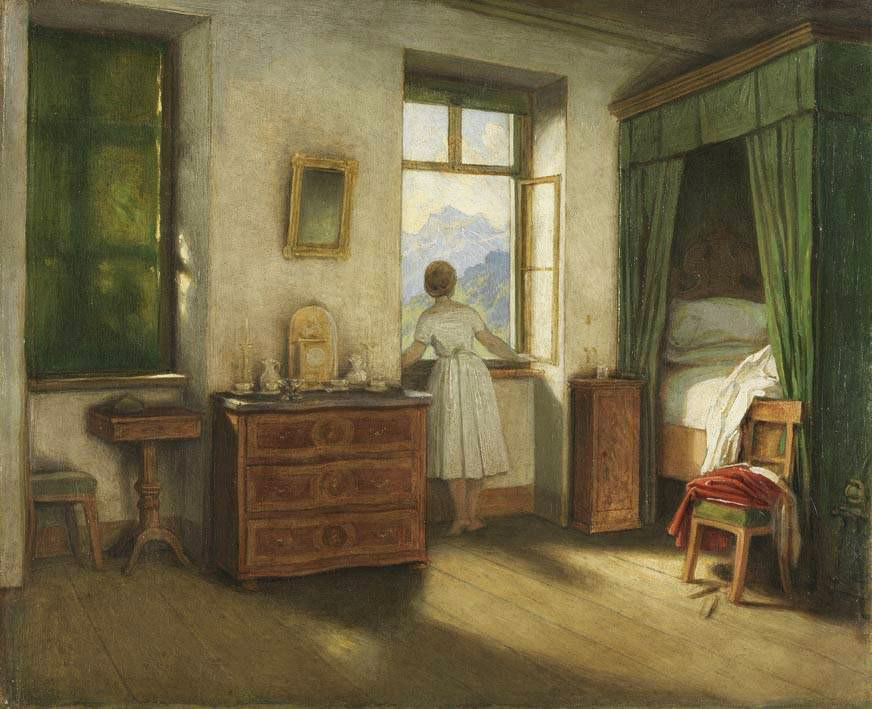
Moritz von Schwind — Morgenstunde 1858
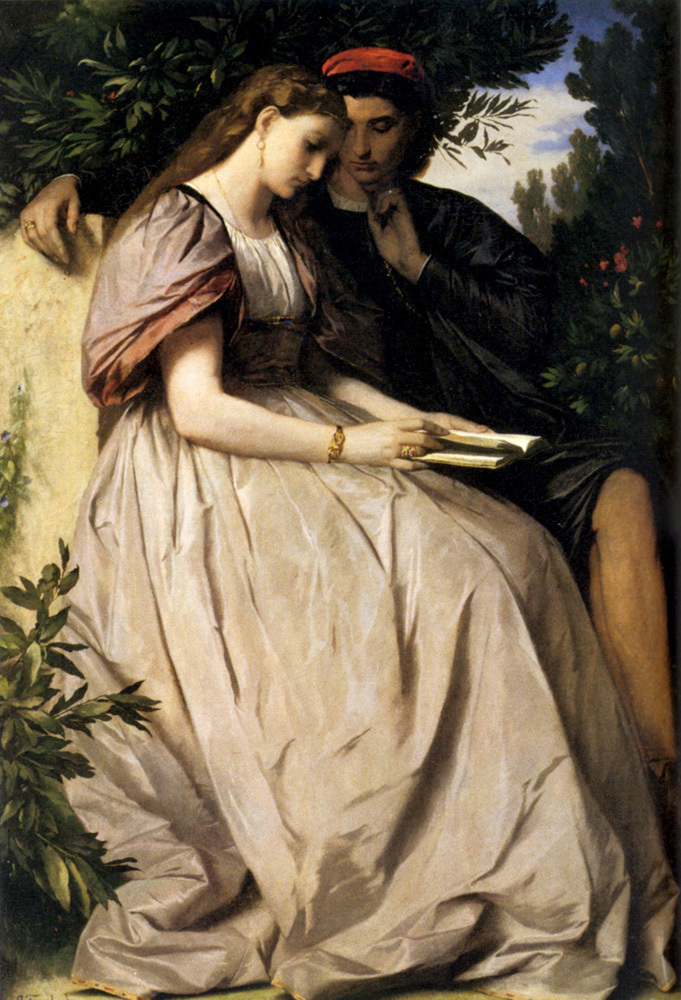
Anselm Feuerbach — Paolo und Francesca 1864
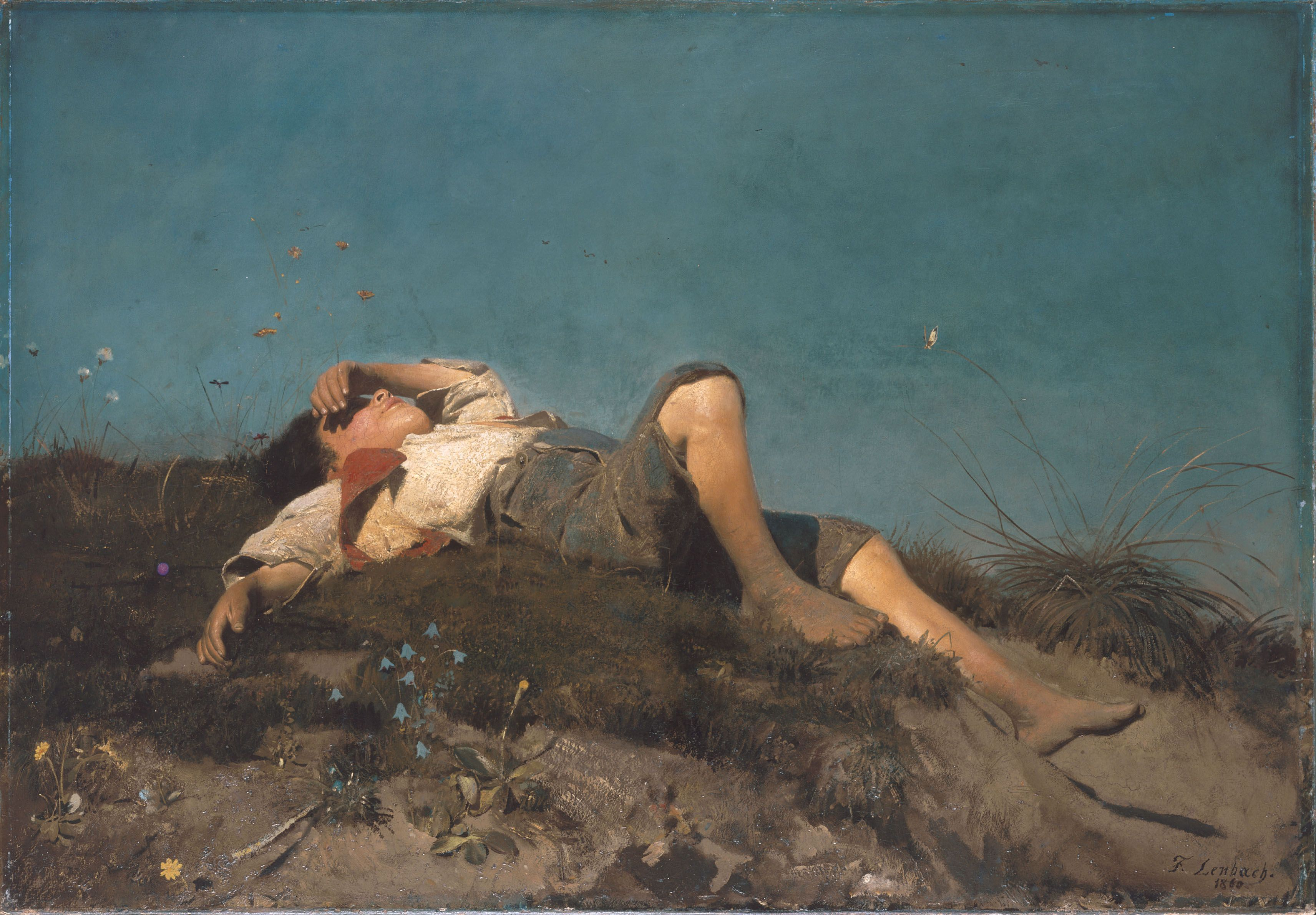
Franz von Lenbach — Hirtenknabe 1860
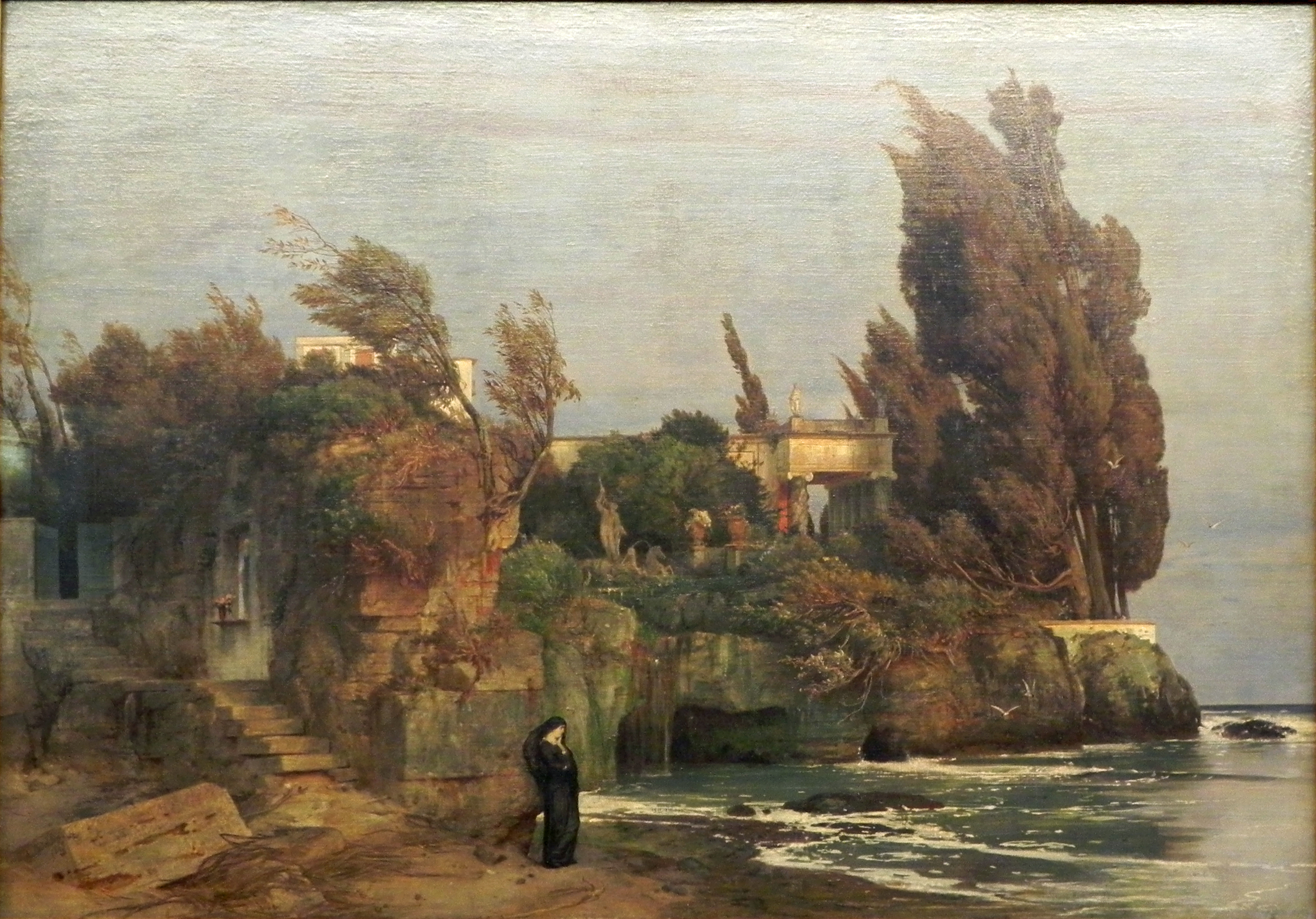
Arnold Böcklin — Villa am Meer II 1865
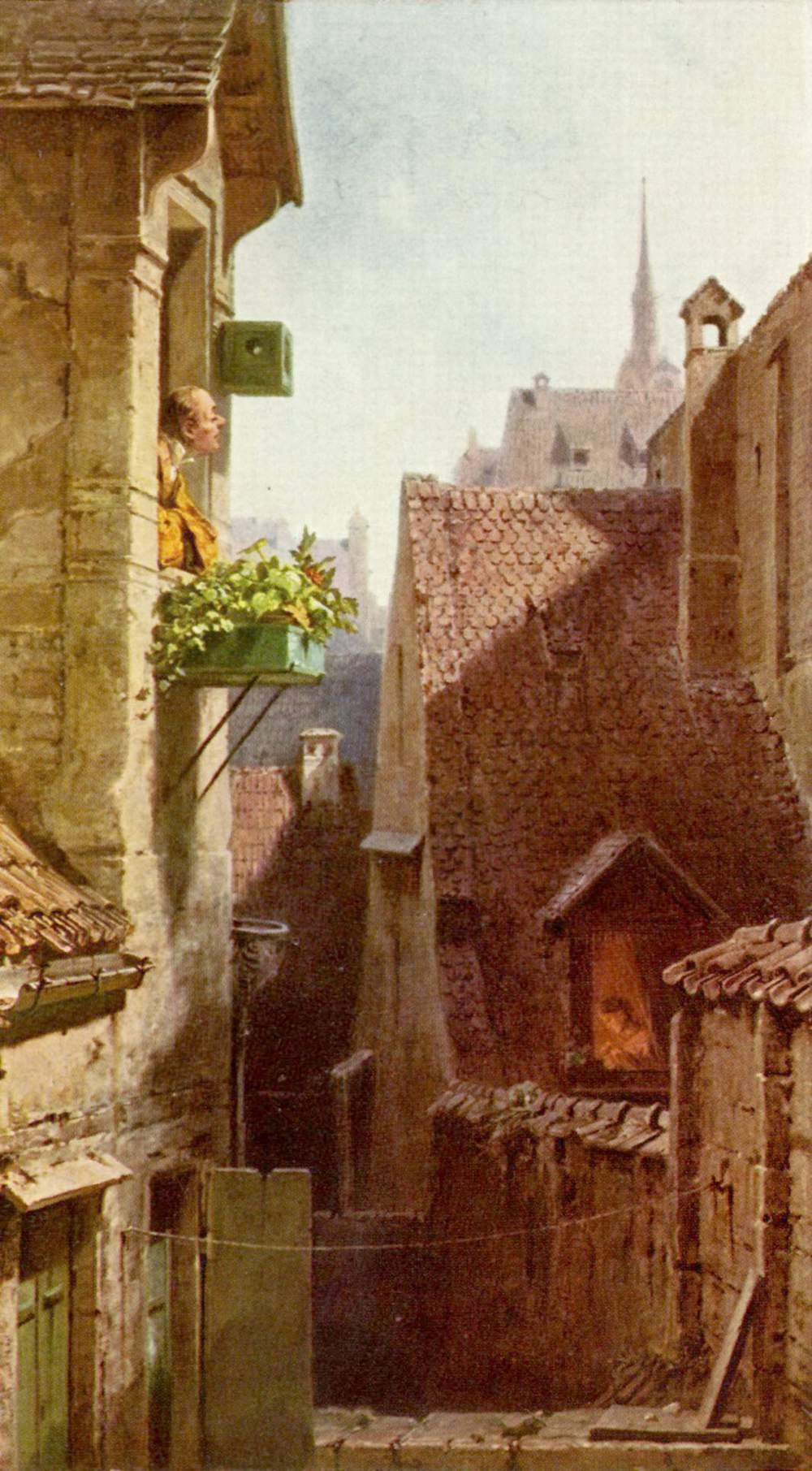
Carl Spitzweg — Hypochonder um 1865